# Hibiscus pusillus
Hibiscus pusillus är en malvaväxtart som beskrevs av Carl Peter Thunberg. Hibiscus pusillus ingår i Hibiskussläktet som ingår i familjen malvaväxter. Inga underarter finns listade i Catalogue of Life.